# Tiridates I d'Armènia
Tiridates I (armeni: Տրդատ, Trdat) va ser rei d'Armènia de l'any 53 al 100 amb una breu interrupció d'uns mesos cap al 54 i una de més llarga del 58 al 62. Va ser el fundador de la dinastia armènia dels arsàcides.

## Biografia
L'any 53 Vologès I de Pàrtia va envair Armènia, va conquerir Artàxata i va proclamar rei el seu germà Tiridates I, però a l'hivern, en retirar-se els soldats parts, el rei Radamist va recuperar el poder breument, cap a l'any 54, però les venjances que va exercir contra els que havien dut als parts a Armènia van ser excessives i van portar a una revolta general a finals del 54 o a principis del 55. Radamist va haver de fugir i Tiridates va tornar a ser rei. La dona de Radamist, Zenòbia, va ser portada davant del nou rei, però Tiridates la va tractar com una reina.
Al començament del regnat de l'emperador Neró, el general Corbuló va ser enviat amb plens poder a l'Orient. S'havia creat un regne a l'Armènia Menor i els romans van posar per rei a l'asmoneu Aristòbul que va rebre Nicòpolis i Satala, i l'àrab Sohemus de la casa d'Emesa (Osroene) va rebre l'Armènia Sofene. La primavera del 58 Corbuló va entrar a l'Armènia pròpia des Capadòcia i va avançar en direcció a Artàxata, mentre que Farasmanes o Pharsman I d'Ibèria atacava pel nord, i Antíoc IV de Commagena atacava pel sud-oest. Tiridates va fugir de la seva capital que Corbuló va ocupar i incendiar. A l'estiu Corbuló va avançar cap a Tigranocerta, en una marxa molt penosa, passant per la Tauranitida (Taron o Taronitida) on el general quasi va morir en una emboscada, i van arribar a la ciutat que els va obrir les portes, menys la ciutadella que va resistir, i va haver de ser presa a l'assalt. La majoria dels armenis havia abandonat el partit part i acceptava un príncep donat per Roma. Neró va donar la corona a Tigranes VI, de la darrera casa reial de Capadòcia, net de Glafira (filla del darrer rei Arquelau) i fill d'Alexandre de Judea, que estava casat amb una princesa de la casa dels Artaxíades. Els districtes que eren fronterers van ser transferits als aliats: a Farasmanes d'Ibèria; a Polemó del Pont; a Aristòbul Asmoneu de l'Armènia Menor i a Antíoc de Commagena.
Tigranes no va tardar a fer una expedició a Adiabene, que era tributari dels parts. El rei part Vologès ho va considerar una agressió i va reiniciar la guerra afavorint a l'antic rei Tiridates, però aquest va fracassar davant Tigranocerta, defensada pel mateix Tigranes VI. No obstant el governador de Capadòcia Petus, va ser derrotat pels parts a la batalla de Randea, a la vora del Arsanies (avui Murad Su), i assetjat a la fortalesa va haver de signar un tractat pel qual els romans evacuaven Armènia l'any 62.

## Acord amb els romans
Corbuló va traspassar l'Eufrates a Melitene, va entrar a Armènia i en uns mesos de campanya va eliminar tots els senyors feudals dels que sospitava o sabia que tenien simpaties pels parts, una campanya que va dur a terme entre els anys 62 i 63. Però finalment el 63 a Randea, Corbuló i Tiridates van signar un acord de pau, pel qual Tiridates era reconegut rei d'Armènia però seria client de Roma. Se situaria només una guarnició romana al país, però a Sofene, i Artàxata, que havia estat destruïda, seria reconstruïda. Allí mateix el rei arsàcida va deixar la corona i va anunciar que aniria a Roma per rebre-la de Neró.
Efectivament el 66 va viatjar a Roma, acompanyat per un magus (se suposa que el rei era un sacerdot del zoroastrisme) i per tres nebots que es van quedar a la capital de l'Imperi com a ostatges i també es van quedar com a ostatges els fills del rei Monobassos d'Adiabene, vassall de Tiridates. Neró va coronar Tiridates al Fòrum, mostrant així la supremacia romana a Armènia. Dos anys després va caure del poder Neró quan estava a punt d'emprendre una expedició contra els alans, una confederació del Caucas que amenaçava la zona d'influència romana.
L'any 72 els alans van fer una assoladora incursió a la Mèdia Atropatene i alguns districtes d'Armènia. Tiridates, que els va fer front, va estar a punt de ser capturat i finalment es van retirar amb molt de botí. El rei d'Ibèria Mirdat (potser Mitridates d'Ibèria) va demanar protecció contra els alans i Vespasià va ordenar que es construís la fortalesa d'Harmozica o Mtzkhèta, prop de Tbilisi. Tiridates va regnar fins a la seva mort, que alguns situen cap a l'any 100, en què el va succeir Axidares, no obstant a partir del 72 apareix un rei de nom Mitridates que hauria regnat uns tres anys (72-76) i després un possible fill, Sanatruk I d'Armènia (potser del 76 al 100).